# Giovanni Crastone
Giovanni Crastone, appelé parfois en français Jean Craston, est un humaniste italien du XVe siècle, l'un des pionniers des études grecques en Italie.

## Vie et travaux
On en sait très peu sur lui. Il naquit à Castel San Giovanni, près de Plaisance, dans la seconde décennie du XVe siècle. On trouve sa souscription autographe sur le dernier feuillet d'un manuscrit grec conservé dans la bibliothèque Passerini-Landi de Plaisance (Codex Landianus 6), daté avec certitude de 1437. On ignore tout à fait par quelles études il parvint à cette maîtrise du grec qui le fit surnommer Giovanni greco. Selon une lettre de Jacopo Gherardi de l'été 1490, intercédant pour lui auprès de la curie pontificale pour qu'il soit délié de ses vœux et puisse vivre en prêtre séculier, il était entré très jeune (puer) dans l'ordre des carmes, s'était passionné pour la littérature profane grecque (aspirans ad has litteras sæculares et græcas), avait trouvé des obstacles à mener ce genre d'études dans son ordre, et avait finalement rompu avec celui-ci (dimisso habitu), à une date située apparemment dans les années 1460 (Sunt anni viginti et ultra quibus recessit ab illis). Il était encore vivant à Milan début 1497 et mourut sûrement peu après, âgé d'au moins quatre-vingts ans.
Entre le milieu des années 1470 et l'an 1497, on le trouve mêlé à la florissante production typographique grecque qui avait lieu alors à Milan, et à quelques premières dans ce domaine. Il collabora notamment avec Bonaccorso de Pise et avec Giorgio Merula, deux humanistes disciples de François Philelphe. Avec Bonaccorso, il édita avant le 28 mars 1478 un lexique gréco-latin, premier ouvrage de ce genre qui ait été imprimé, et peu après le Vocabulista dans le sens latin-grec (1479/80), puis en 1480 une version bilingue des Erôtêmata, ou Compendium octo orationis partium, l'ouvrage grammatical de Constantin Lascaris (traduction latine de Crastone), puis en septembre 1481 un Psautier grec-latin (dont la version latine était faite par lui sur le grec, une audace d'humaniste pour un texte biblique, renouvelée plus tard par Érasme pour le Nouveau Testament). En 1497, il collaborait avec Giorgio Galbiati à l'édition princeps du De litteris, syllabis et metris Horatii de Terentianus (parue à Milan le 4 février de cette année-là).
Sa renommée lui vint surtout de son lexique grec-latin. D'après la préface de Bonaccorso, il ne s'agit pas d'un ouvrage ex nihilo : Crastone est parti d'un autre lexique qui circulait en copies manuscrites dans le milieu humaniste italien, et son apport a été l'ordre alphabétique rigoureux, l'ajout de la désinence de génitif et de l'article pour les substantifs, des formes du futur et du parfait pour les verbes, et de la construction pour certains d'entre eux. Ce premier dictionnaire grec-latin imprimé connut des éditions augmentées (à Venise, par Alde Manuce, en 1497 ; à Paris, par Jérôme Aléandre, en décembre 1512 ; à Bâle, par Jacques Ceratinus, chez Johann Froben, avec une préface d'Érasme, en 1524) et fut la base de la tradition en ce domaine. La version bilingue de la grammaire de Lascaris fut également reprise plusieurs fois, notamment par Alde Manuce en 1495.
Giovanni Crastone avait également rédigé en grec, par compilation, une Vie d'Alexandre le Grand, dont on conserve seulement une traduction latine par Angelo Cospo de Bologne (dans des éditions latines de Diodore de Sicile, à Vienne en 1516, et de Quinte-Curce, à Anvers en 1545).